# نوريت زارخي
نوريت زارخي (العبرية : נורית זרחי) (ولدت في القدس 19 أكتوبر 1941) هي شاعرة وكاتبة إسرائيلية.
وحصلت في عام 2021 على جائزة إسرائيل للأدب.

## حياتها
والدها هو الكاتب إسرائيل زارخي. مات وهي في السادسة من عمرها، وتركها يتيمة. نشأت في كيبوتس جيفا كضيفة. وانتقلت لاحقًا إلى عين حرود، حيث أكملت تعليمها الثانوي. وبعد أدائها خدمتها العسكرية، أكملت دراستها في علم النفس في الجامعة العبرية في القدس. وحصلت على درجة البكالوريوس في الأدب والفلسفة من جامعة تل أبيب.
نشرت زارخي العديد من القصائد في صحف الأطفال. وعملت كصحفية في يديعوت أحرونوت. ونشرت أكثر من مائة كتاب في أدب الأطفال والشعر والنثر.

## الجوائز
في عام 1999 حصلت على جائزة بياليك للأدب (بالاشتراك مع أهارون ألموغ ويورام كونيوك).
بالإضافة إلى ذلك، حصلت على العديد من الجوائز المرموقة الأخرى لعملها الأدبي، بما في ذلك جائزة رئيس الوزراء للأدب العبري.
وحصلت في عام 2021 على جائزة إسرائيل للأدب.

## كتب مختارة
- السيرة الذاتية للباب - 2018
- ابتلاع - 2016
- قصة حب روزي بوستيل - 2014
- في ظل سيدتنا - 2013
- أحب الصفير في الشارع - 1967
- ملعقة خشبية ولوح مسطح - 1969
- أبيجيل من جبل الملوك - 1998
- عاموري يلتقط ويطير - 1992
- تينتورو الفيل الصغير - 1998
- ميليجرام - 1997
- كريستبيلا أو سؤال لرامبرانت - 1997
- لون وتاج وكاتشاب وحب - 1998
- صخور الأرضية - 2003
- قصة غير مفيدة - 2003
- ذات مرة، لم تكن مرة واحدة - 2004.